# Ryousuke Maeda
Ryousuke Maeda (1995) es un deportista japonés que compite en triatlón. Ganó una medalla de plata en el Campeonato Asiático de Triatlón de 2016 en la prueba de relevo mixto.

## Palmarés internacional
| Campeonato Asiático | Campeonato Asiático | Campeonato Asiático | Campeonato Asiático |
| Año                 | Lugar               | Medalla             | Prueba              |
| ------------------- | ------------------- | ------------------- | ------------------- |
| 2016                | Hatsukaichi (Japón) | Medalla de plata    | Relevo mixto        |